# Antepipona quadrituberculata
Antepipona quadrituberculata är en stekelart som först beskrevs av Smith 1857.  Antepipona quadrituberculata ingår i släktet Antepipona och familjen Eumenidae. Inga underarter finns listade i Catalogue of Life.